# 馬歐希人
馬歐希人係指位於玻里尼西亞的原住民族群，「馬歐希」為大溪地語「本地的」之意。馬歐希一詞出現在70年代後期，在大溪地人民與當地法國人間常被使用，透過此種身份認同的訴求區分出與法國文化的差異。

## 文學

### 作家

#### Flora Devatine
芙蘿拉．德瓦丁在1942年十月十二日出生於大溪地島上的斗蒂拉鎮。在1972年大溪地學術院成立後即成為院士。具作家、教授、學者及院士等身份，其創作主要為使用大溪地語的傳統詩，以及以法文創作的自由詩。
在2002至2006年間，擔任《馬歐希文學》雜誌社（Littérama'ohi）的社長，成為馬歐希文學的重要推手之一。

#### Henri Hiro
亨利．希羅1944年出生於茉莉亞島，在1990年卒於胡阿希內島。生前為電影工作者、劇作家、詩人及社運人士。他認為大溪地仍無法擺脫殖民國家屬地的地位，因此在作品中書寫發展神話所帶來之混亂來抨擊此一現象。在作品中也描述出大溪地人在一個世代內藝術及政治思想之過程、演變和影響，並提出面對核子試爆後引發的問題應發展出的策略及解決方法。他透過不斷地向自己、他人與世界對話，試圖減緩外界對於原住民認同及生活環境等迫害。